# Eibenthal
Eibenthal (cz. Tisové Údolí) – wieś w Rumunii, w okręgu Mehedinți, w gminie Dubova. W 2011 roku liczyła 249 mieszkańców.